# David Stewart (senator z Maryland)
David Stewart (ur. 13 września 1800 w Baltimore, Maryland, zm. 5 stycznia 1858 w Baltimore, Maryland) – amerykański polityk.
W latach 1849–1850 był przedstawicielem stanu Maryland w Senacie Stanów Zjednoczonych.